# Bothriomyrmex jannonei
Bothriomyrmex jannonei é uma espécie de inseto do gênero Bothriomyrmex, pertencente à família Formicidae.